# Gongbusaurus
Gongbusaurus is een geslacht van plantenetende ornithischische dinosauriërs dat tijdens het late Jura leefde in het gebied van het huidige China.
In het geslacht zijn twee soorten benoemd: Gongbusaurus shiyii in 1983 en Gongbusaurus wucaiwanensis in 1989. Tegenwoordig wordt begrepen dat beide soorten niet direct aan elkaar verwant zijn en spreekt men daarom van een "Gongbusaurus" wucaiwanensis.

## Ontdekking en naamgeving
In 1983 benoemden Dong Zhiming, Zhou Shiwu en Zhang Zicheng de typesoort Gongbusaurus shiyii. De geslachtsnaam verwijst naar het keizerlijke ministerie, bu, van openbare werken, gong. De soortaanduiding verklaart deze naam want deze eert de grote Chinese dichter Du Fu die na 760 een controlerend hulpadviseur, shi yi, was van het ministerie van openbare werken in Sichuan. Aangezien shi yi echter ook "register van gevonden voorwerpen" kan betekenen, is de aanduiding mede een ironische woordspeling die de wijze aangeeft waarop de fossielen onder de aandacht van Dong kwamen.
Het holotype, IVPP V9069, bestaat uit twee tanden, een uit de praemaxilla en een uit de maxilla van de bovenkaak, die niet bij elkaar gevonden zijn, maar apart opdoken bij het opnieuw inventariseren van het resultaat van een veel eerdere opgraving door een eenheid van de Chinese luchtcartografie, die in Sichuan bij de commune Duxin in het district Rongxian, achter de basisschool van het dorp Huangtong onderzoek deed in lagen van de Sangshaximiaoformatie, die dateert uit het Oxfordien. Wegens de beperkte resten en de mogelijkheid dat de tanden niet eens bij elkaar horen, wordt de soort tegenwoordig meestal gezien als een nomen dubium.
In 1989 benoemde Dong een tweede soort: Gongbusaurus wucaiwanensis. De soortaanduiding verwijst naar de streek Wucaiwan in Xinjiang. Het holotype, IVPP 8302, is bij Kelamaili gevonden in lagen van de Shishugouformatie die ongeveer even oud is als de Sangshaximiao. Het bestaat uit een linkeronderkaak, drie staartwervels en een voorpoot. Het paratype is IVPP 8303, een gedeeltelijk skelet zonder schedel van een jong dier. Het bestaat uit twee sacrale wervels, delen van het bekken, acht staartwervels en een achterpoot. Verder zijn toegewezen IVPP 8304, een beschadigde voet, en vier losse ruggenwervels en een staartwervel die apart gevonden zijn op drie van de in vijf verschillende locaties. Er bestaat onzekerheid over de precieze inventarisnummers omdat in het beschrijvende artikel verschillende specimina met dezelfde nummers werden aangeduid.
Later werd duidelijk dat er geen aantoonbaar direct verband is tussen de twee soorten. Daarom wordt de tweede soort tegenwoordig met "Gongbusaurus" wucaiwanensis aangeduid. Ook wordt wel de informele naam "Eugongbusaurus" gebruikt omdat Dong aangegeven had deze als vervangingsnaam te willen gaan gebruiken. Deze naam is echter nooit officieel als zodanig gepubliceerd.

## Beschrijving

### Gongbusaurus shiyii
De tanden van Gongbusaurus shiyii zijn vrij klein wat duidt op een geringe lichaamslengte voor het gehele dier van zo'n anderhalf à twee meter.
De twee tanden verschillen in morfologie, hoewel ze beiden bladvormig zijn: de voorste, V 9069-1, is meer langwerpig met een scherpe iets naar achteren gebogen punt, de achterste, V 9069-2, is breder en rechter. De voorste is ongeveer zeven millimeter lang, de achterste een halve centimeter. Beide tanden hebben fijne kartelingen aan de snijranden en missen een verdikking aan de tandbasis ofwel cingulum. De voorste heeft een cilindervormige tandwortel en de tandkroon heeft een ovale doorsnede. De kroon heeft fijne kartelingen aan de snijranden en lage verticale richels op de iets bolle buitenkant. V 9069-2 heeft een hogere centrale richel op de buitenkant en grovere vertandingen: zeven aan de voorste en zes aan de achterste snijrand. De tandkroon is meer afgeplat.

### "Gongbusaurus"wucaiwanensis
"Gongbusaurus" wucaiwanensis is een kleine tweevoetige planteneter met een lengte van ongeveer anderhalve meter.
Dong wist enige typerende kenmerken vast te stellen. De tanden vormen een enkele tandrij waarbij de vervangingstanden aan de binnenkant aangemaakt worden. De tanden staan loodrecht op de kaakrand. De onderkaak draagt twaalf tot veertien tanden die naar achteren toe in grootte toenemen waarbij de tandrij naar binnen buigt. De buitenzijde van kaak is gezwollen, de binnenkant hol. Aan de binnenkant van de tandrij is de kaakrand smal. In het bekken is de processus praepubicus lang en scherp. Deze eigenschappen zijn eigenlijk weinig onderscheidend en het materiaal ontbeert een moderne beschrijving.
Het stuk onderkaak is zevenenhalve centimeter lang. Het omvat twaalf tandkassen, maar wellicht was het totaal aantal tanden nog twee groter. De tandkassen zijn leeg op een net uitgebroken vervangingstand na. Die heeft vijf vertandingen op zowel de voorste als achterste snijrand. De tandkroon is lansvormig.
Er zijn vijf sacrale wervels die een kiel op de onderzijde ontberen. De staartwervels zijn amficoel: met holle uiteinden, en gekield. Ze hebben lage verticale rechthoekige doornuitsteeksels en lange smalle horizontale zijuitsteeksels. De ellepijp is vijfenhalve centimeter lang. De middenhand is lang en compact. Het darmbeen is laag en robuust met een breed achterblad. Aan de interne, van de wervelkolom afgerichte, zijde van de onderste binnenkant is er een goed ontwikkelde lengterichel met onderliggende groeve als aanhechting voor de musculus caudofemoralis brevis; de groeve draait achteraan naar beneden toe. Het aanhangsel voor het schaambeen is lang. Het zitbeen heeft een lengte van veertien centimeter. De processus praepubicus is dun en scherp in plaats van een brede plaat te vormen. Het scheenbeen heeft een lengte van negentienenhalve centimeter. Het heeft onderaan een eenvoudige verbinding met de calcaneus zonder bijzonder tongvormige voorste uiteinde. Het enkelgewricht heeft vier onderste voetwortelbeentjes. De middenvoet is slank en compact. Het derde middenvoetsbeen is het langste met achtennegentig millimeter. Het vijfde middenvoetsbeen is gereduceerd, tweeëntwintig millimeter lang, en verbonden met de onderkant van het vierde. De formule van de teenkootjes is 2-3-4-5-0. De voetklauwen zijn kort en matig gekromd.

## Fylogenie
Dong plaatste Gongbusaurus shiyii in de Fabrosauridae, een onnatuurlijke (parafyletische) groep. Andere onderzoekers menen dat van de tandjes weinig meer te zeggen valt dan dat ze toebehoren aan of andere ornithischiër en plaatsen de soort dan ook als Ornithischia incertae sedis. Sommige menen dat ze nog het meest lijken op tanden van de Ankylosauria.
In 1989 plaatste Dong Gongbusaurus wucaiwanensis en daarmee het hele geslacht Gongbusaurus, in de Hypsilophodontidae. Nu de soorten niet meer als verwant worden gezien, is die classificatie voor wat het geslacht als zodanig betreft irrelevant geworden. "Gongbusaurus" wucaiwanensis is raker getypeerd als een hypsilophodont, maar die groep wordt tegenwoordig ook al als parafyletisch gezien. "Gongbusaurus" wucaiwanensis kan daarmee slechts geplaatst worden als een basaal lid van de Euornithopoda.